# Béatrice Fournera
Pour les articles homonymes, voir Fournera.
Béatrice Fournera est une scénariste et productrice de télévision française. 
Elle est notamment connue pour avoir co-créé les séries WorkinGirls , Parents mode d'emploi et Enterrement de vie de garçon. 

## Biographie

### Formation et débuts
Béatrice Fournera est diplômée d’une double licence en anglais et en audiovisuel à l’université de Montpellier. Elle poursuit ses études en cinéma et télévision à l’université Concordia de Montréal.
Elle commence sa carrière dans la production télévisuelle, notamment au Royaume-Uni pour l’émission Eurotrash sur Channel 4, avant de devenir productrice exécutive de l’émission culte Nulle part ailleurs  sur Canal+ aux côtés de Philippe Gildas, Antoine de Caunes et Nagui.
Béatrice Fournera se tourne ensuite vers l’écriture de fiction. Elle co-crée la série comique WorkinGirls (2012–2016), diffusée sur Canal+, adaptation de la série néerlandaise Toren C. Le programme, salué pour son humour noir et sa mise en scène de stéréotypes de genre, est nommé aux International Emmy Awards.
En 2013, elle co-crée la série courte Parents mode d’emploi, diffusée quotidiennement sur France 2. La série, composée de plus de 2 500 sketches, est un succès critique et populaire, et obtient plusieurs récompenses dont au Festival de la fiction TV de La Rochelle.
En 2024, elle co-écrit avec Panayotis Pascot et Adib Alkhalidey la mini-série Enterrement de vie de garçon, diffusée sur Canal+. La série mêle comédie, introspection masculine et drame intimiste, dans une veine proche du stand-up.

### Autres projets
Béatrice Fournera participe à l’écriture de plusieurs œuvres pour la télévision et le cinéma, notamment Tamara Vol. 2 (2018), La Belle Étincelle (2023), et La meilleure version de moi-même (2021) ou encore L'école est à nous (2022).

## Filmographie

### Comme scénariste
- 2011 : Les Mythos de Denis Thybaud
- 2012 : Un plan parfait de Pascal Chaumeil
- 2014 : WorkinGirls (série, saisons 1 à 3)
- 2014 : Gad Elmaleh 10 minutes in America (documentaire)
- 2016 : Parents mode d'emploi, le film : Avis de turbulences sur la famille Martinet (téléfilm) de Christophe Campos
- 2016 : 3 Mariages et un coup de foudre (téléfilm) de Gilles de Maistre
- 2018 : Tamara Vol.2 de Alexandre Castagnetti
- 2013 - 2019 : Parents mode d'emploi (série, saison 1 à 8)
- 2021 : La Meilleure Version de moi-même
- 2022: L'école est à nous film réalisé par Alexandre Castagnetti
- 2023 : La Belle Étincelle de Hervé Mimran
- 2024 : Enterrement de vie de garçon (Création Originale Canal)

### Comme productrice
- 1994 : Nulle part ailleurs
- 2016 : Parents mode d'emploi, le film : Avis de turbulences sur la famille Martinet (téléfilm) de Christophe Campos
- 2019 : Parents mode d'emploi (série)

## Distinctions
- Nommée aux International Emmy Awards pour WorkinGirls
- Prix du public et prix de la série courte pour Parents mode d’emploi au Festival de la fiction TV de La Rochelle

## Style et influences
Béatrice Fournera est reconnue pour son style comique direct, ses dialogues rythmés et son goût pour les formats courts. Elle travaille souvent en duo, dans une dynamique de ping-pong créatif, et explore des sujets contemporains mêlant humour, tendresse et critique sociale.